# Amal Clooney
Amal Ramzi Alam Uddin (en árabe: أمل علم الدين‎; Beirut, 3 de febrero de 1978), conocida como Amal Clooney, es una abogada, activista y escritora libanesa que también posee la nacionalidad británica. Es abogada para Doughty Street Chambers, especializada en derecho internacional, derecho penal, derechos humanos y extradición. Entre sus clientes se incluyen Julian Assange, fundador de WikiLeaks, en su lucha contra la extradición. También ha representado a la anterior primera ministra ucraniana Yulia Timoshenko. Está casada con el actor estadounidense George Clooney. 

## Origen

### Primeros años y familia
Amal Ramzi nació en Beirut, Líbano. Durante la década de los 80, cuando la guerra civil libanesa alcanzaba su cenit, la familia Alam Uddin abandonó Líbano para ir a Gran Bretaña, asentándose en Gerrards Cross. Ella tenía dos años de edad en esa época. Su padre, Ramzi Alam Uddin, quien realizó su Máster en administración de negocios en la Universidad Americana de Beirut y fue el dueño de la agencia de viajes COMET, regresó a Líbano en 1991. Él desciende de una prominente familia drusa de la ciudad de Baakline, una ciudad del distrito de Chouf donde los libaneses drusos vivían. Su madre, Bariaa Alam Uddin (nacida Miknass), es una editora en el extranjero para el periódico de panarabismo al-Hayat y fundadora de la compañía de relaciones públicas International Communication Experts, la cual es parte de una compañía aún más grande que se especializa en contratación de celebridades para eventos, fotografía publicitaria, y promoción de eventos. Bariaa es una sunita musulmana de Líbano, donde vive una significativa comunidad de sunitas musulmanes.
Amal tiene tres hermanos: una hermana, Tala, y dos medios hermanos, Samer y Ziad, del primer matrimonio de su padre. Es sobrina del hombre de negocios franco-libanés Ziad Takieddine.

### Educación
Amal asistió al Dr Challoner's High School, una escuela de secundaria femenina localizada en Little Chalfont, Buckinghamshire. Más tarde estudió en St. Hugh's College, Oxford, donde recibió una beca y el premio Shrigley. En 2000, Amal se graduó con un BA en Jurisprudencia (el equivalente en Oxford al LLB) por el St. Hugh's College, Oxford.
Al año siguiente, en 2001, entró en la Escuela de Derecho de la Universidad de Nueva York para estudiar el LLM, donde fue becaria para el programa de prácticas en la Corte Internacional de Justicia. Recibió el premio en Memoria de Jack J. Katz por su excelencia en el entretenimiento del derecho Durante un semestre en la NYU, trabajó como ayudante legal en la Cortes de Apelaciones de Estados Unidos para el Segundo Circuito en las oficinas de Sonia Sotomayor, quien ahora está en la Corte Suprema de los Estados Unidos. En 2004, trabajó en la Corte Internacional de Justicia y fue una de las dos becarias de la NYU en la Corte. Hizo de becaria para el juez Vladen S. Vereshchetin de Rusia y para el Juez Nabil Elaraby de Egipto.

## Carrera

### Nueva York
Ramzi trabajó en Sullivan & Cromwell en la Ciudad de Nueva York durante tres años como parte del Grupo de Investigaciones y Defensas Criminales, donde sus clientes incluían a Enron y Arthur Andersen. Trabajó en la Oficina del Fiscal en el Tribunal Especial para Líbano en las Naciones Unidas y en el Tribunal Penal Internacional para la ex Yugoslavia.

### Londres
Amal regresó a Gran Bretaña en 2010, donde se convirtió en abogada en Londres (Bufete de Inglaterra & Gales, Inner Temple) en Doughty Street Chambers. En 2013 fue nombrada para numerosas comisiones de las Naciones Unidas, incluyendo como Asesora para el Enviado Especial Kofi Annan en Siria y como Consejera en el Consulta de Drones por el ponente en Derechos Humanos en las Naciones Unidas Ben Emmerson QC para el uso de drones en operaciones de lucha contra el terrorismo.
Se ha involucrado en causas de alto renombre representado al estado de Camboya, al antiguo jefe de inteligencia libanés Abdallah Al Senussi, Yulia Tymoshenko y Julian Assange, y es consejera del Rey de Baréin en la conexión con la Comisión de Consulta Baréin Independiente dirigida por el Profesor Mahmoud Cherif Bassiouni.

### Enseñanza
Durante el semestre académico de primavera en 2015, Amal era profesora visitante e investigadora sénior en el Instituto de Derechos Humanos de la Columbia Law School. Dio una conferencia en el curso sobre Derechos Humanos de la Profesora Sarah H. Cleveland y habló sobre los procesos de derechos humanos a los estudiantes de la escuela Human Rights Clinic.
Alam ha realizado conferencias sobre Derecho Penal Internacional en la Escuela de Estudios Orientales y Africanos, The New School en Nueva York, en la Academia de Derecho Internacional de La Haya, y en la University of North Carolina at Chapel Hill.

### Casos notables
En abril de 2011, Ramzi trabajó en el caso de la Disputa sobre la frontera Camboya-Tailandia respecto a las reclamaciones sobre la propiedad del Templo de Preah Vihear. La disputa acudió ante la Corte Internacional de Justicia en La Haya.
A partir de 2011, Ramzi asiste a la Corte Permanente de Arbitraje en el arbitraje entre Merck & Co. y Ecuador.
A principios del otoño de 2014, Ramzi representó al periodista canadiense Al Jazeera en inglés Mohamed Fahmy quien, junto con otros periodistas estaba detenido en Egipto. Él fue finalmente sentenciado a tres años de prisión y perdió un recurso en agosto de 2015.
En agosto de 2014, Ramzi fue seleccionada por las Naciones Unidas para una comisión de tres miembros que buscasen posibles quebrantamientos de leyes en la Franja de Gaza durante el conflicto entre la Franja de Gaza e Israel de 2014. Ramzi rechazó el puesto, declarando que otras obligaciones no le permitían participar.
En octubre de 2014, Ramzi se involucró en la repatriación de las antiguas esculturas griegas llamadas Mármoles de Elgin para el Gobierno de Grecia. Las esculturas han sido parte de la colección del Museo Británico desde 1816. En mayo de 2015, Grecia decidió parar los procedimientos legales para recuperar las esculturas.
En enero de 2015, Ramzi empezó a trabajar en el reconocimiento del Genocidio armenio. Representa a Armenia en nombre de Doughty Street Chambers junto a Geoffrey Robertson QC. Ella dijo que la postura de Turquía era hipócrita "a causa del vergonzoso expediente en la libertad de expresión", incluyendo enjuiciamientos de turcos-armenios que hicieron campaña para que la masacre de 1915 fuese llamada genocidio. Representa a Armenia en el caso contra Doğu Perinçek, cuya condena de 2007 por negar el genocidio y la discriminación racial fue anulada por Perinçek v. Switzerland (2013). Un "frenesí menor en Internet" resultó de su bon mot antes de la audiencia el 28 de enero de 2015. En respuesta a un periodista que le molestaba preguntándole de qué diseñador era el traje que llevaba a la Corte, ella contestó "Ede & Ravenscroft" – los sastres que hacen sus togas.
El 7 de abril de 2015, se anunció que Ramzi sería parte del equipo legal en la defensa de Mohamed Nasheed, antiguo Presidente de las Maldivas, en su detención arbitraria en curso. Nasheed fue sentenciado a 13 años de prisión en marzo de 2015 siguiendo lo que se caracterizó como un juicio políticamente motivado. Amnistía Internacional describió la sentencia como una "parodia de justicia."
En junio de 2015, Ramzi empezó a trabajar en su recientemente reabierto caso del Gobierno irlandés contra el Gobierno británico con respecto a políticas que el primer ministro del Reino Unido Edward Heath (1970–1974) utilizó en la Operación Demetrius que incluían métodos de interrogatorio ilegales conocidos como cinco técnicas. Trabajando con el Ministro de Asuntos Exteriores Charles Flanagan, el caso tendrá lugar ante el Tribunal Europeo de Derechos Humanos.
Ramzi es parte del equipo legal que representa a Louis Olivier Bancoult y al pueblo chagosiano en su denuncia de que han sido expulsados de su isla, Diego García, en 1971 por el Gobierno del Reino Unido para hacer una base militar para el ejército de los Estados Unidos de América.
En septiembre de 2021, la Corte Penal Internacional (CPI) nombró a Amal Clooney Asesora Especial para el conflicto sudanés en Darfur.

### Nombramientos y reconocimientos
El 25 de febrero de 2014, la Oficina del Procurador General de Reino Unido nombró a Clooney para el período de 2014 a 2019 al Panel C del Panel de Derecho Internacional Público de Abogados.
El 2 de enero de 2015, The Guardian informó que antes de que Amal Ramzi se involucrase como Ponente en el caso contra Mohamed Fahmy, había escrito un discurso en febrero de 2014 para el Instituto de Derechos Humanos del Colegio de Abogados Internacionales que era crítica sobre el proceso judicial de Egipto. Amal y otros fueron avisados de que podían ser arrestados si entraban en Egipto, como resultado del criticismo.
En mayo de 2014, fue signataria de la carta abierta de UNICEF UK y Jemima Khan que urgía al público a una llamada para la "acción del Gobierno de Reino Unido para proteger a las mujeres y a los niños".
En el año 2023 fue elegida como una de las 100 mujeres más influyentes del mundo según la BBC.

## Vida personal
Amal habla con fluidez árabe, inglés y francés. Su padre es druso. Su madre es musulmana sunita. Algunos informes describen a Ramzi como musulmana. Se comprometió con el actor George Clooney el 28 de abril de 2014. Su nombre deriva del árabe أمل ʾamala, significa "Esperanza".
En julio de 2014, George Clooney criticó públicamente al periódico británico Daily Mail después de que este afirmase que la madre de su prometida se oponía a su matrimonio por razones religiosas. Cuando el periódico se disculpó por su historia falsa, Clooney rechazó la disculpa. Él llamó al periódico el "peor tipo de periódico sensacionalista. El que se inventa sus hechos para detrimento de sus lectores."
El 7 de agosto de 2014, la pareja obtuvo su licencia matrimonial en Kensington y Chelsea del Reino Unido.
Se casaron el 7 de septiembre de 2014 en el Ayuntamiento de Venecia (en Ca' Farsetti), después de una multitudinaria ceremonia de bodas llena de estrellas invitadas dos días antes, también en Venecia. Les casó el amigo de Clooney Walter Veltroni, un antiguo Alcalde de Roma. La boda fue ampliamente informada por los medios de comunicación. En octubre de 2014, se anunció que la pareja había comprado la Mill House en una isla del Río Támesis en Sonning Eye en Inglaterra por un valor de aproximadamente 10 millones de libras.
El 6 de junio de 2017 dio a luz una pareja de mellizos, Ella y Alexander.

## Trabajos y publicaciones
- Clooney, Amal, y H. Morrison and P. Webb. El derecho a un juicio justo en el Derecho Internacional. Oxford University Press: 2016. (próximo)
- Clooney, Amal. 30 de abril de 2015. "Liberad a Mohamed Nasheed – un hombre inocente y la gran esperanza de las Maldivas." The Guardian.
- Alamuddin, Amal. 19 de agosto de 2014. La anatomía de un juicio injusto. Huffington Post.
- Alamuddin, Amal, Nidal Nabil Jurdi, y David Tolbert, eds. El Tribunal Especial para Líbano: Ley y Práctica. Oxford, Reino Unido: Oxford University Press, 2014. ISBN 978-0-19-968745-9
  - "La investigación de la ONU por el asesinato de Hariri" por Amal Alamuddin y Anna Bonini
  - "La relación entre la comisión de investigación de la ONU y el Tribunal Especial para Líbano: Problemas de principio y práctica" por Amal Alamuddin
- Zidar, Andraž, y Olympia Bekou. Contemporary Challenges for the International Criminal Court. Londes : Instituto Británico de Derecho Internacional y Comparado, 2014. ISBN 978-1-905221-51-6
  - "El papel del Consejo de Seguridad en el inicio y parada de casos de la Corte Penal Internacional: problemas de principio y práctica" por Amal Alamuddin pp. 103–130
- Alamuddin, Amal, y Nadia Hardman, Informe del Instituto de Derechos Humanos del Colegio Internacional de Abogados (IBAHRI), Apoyado por la Oficina Regional Áraba de Sociedades y Fundaciones Abiertas. PDF Archivado el 18 de octubre de 2017 en Wayback Machine. Separando Ley y Política: Retos para la independencia de Jueces y Fiscales en Egipto. Archivado el 8 de agosto de 2016 en Wayback Machine.  International Bar Association Human Rights Institute (IBAHRI), febrero de 2014.
- Alamuddin, Amal, 10 de diciembre de 2012. "¿Irá Siria a la CPI?" The Lawyer magazine.
- Alamuddin, Amal. Abril de 2012 "¿Tiene Libia que entregar a Saif Al-slam Gaddafi a La Haya?" Mizaan: The Newsletter from Lawyers for Justice in Libya. Issue 1.
- Alamuddin, Amal, y Philippa Webb. 2010. "Ampliando jurisdicción sobre los crímenes de guerra según el artículo 8 del Estatuto de la CPI". Journal of International Criminal Justice. 8, no. 5: 1219–1243. ISSN 1478-1387 doi: 10.1093/jicj/mqq066[28]
- Khan, Karim A. A., Caroline Buisman, y Christopher Gosnell. Principios de prueba en la justicia penal internacional. Oxford: Oxford University Press, 2010. ISBN 978-0-19-958892-3
  - "Recopilación de pruebas" por Amal Alamuddin pp. 231–305